# Selenops formosus
Selenops formosus är en spindelart som beskrevs av Bryant 1940. Selenops formosus ingår i släktet Selenops och familjen Selenopidae.
Artens utbredningsområde är Kuba. Inga underarter finns listade i Catalogue of Life.